# Balta inermis
Balta inermis är en kackerlacksart som först beskrevs av Karlis Princis 1963.  Balta inermis ingår i släktet Balta och familjen småkackerlackor. Inga underarter finns listade.